# Silberspitz
Der Silberspitz ist ein 2236 m ü. M. hoher Berg in den Glarner Alpen.
Die Hochmättli-Silberspitz-Kette liegt zwischen dem Murgtal im Südosten und dem Mürtschental im Nordwesten. Über die Gipfel verläuft die Grenze zwischen Obstalden (Gemeinde Glarus Nord) im Kanton Glarus und Murg (Gemeinde Quarten) im Kanton St. Gallen.